# El Campito
El Campito är en ort i Mexiko.   Den ligger i kommunen Playas de Rosarito och delstaten Baja California, i den nordvästra delen av landet, 2 300 km nordväst om huvudstaden Mexico City. El Campito ligger 8 meter över havet och antalet invånare är 232.
Terrängen runt El Campito är huvudsakligen kuperad, men åt nordväst är den platt. Havet är nära El Campito åt sydväst. Runt El Campito är det tätbefolkat, med 913 invånare per kvadratkilometer. Närmaste större samhälle är Primo Tapia, 4,7 km norr om El Campito. Omgivningarna runt El Campito är i huvudsak ett öppet busklandskap.